# Eremospatha hookeri
Eremospatha hookeri là loài thực vật có hoa thuộc họ Arecaceae. Loài này được (G.Mann & H.Wendl.) H.Wendl. mô tả khoa học đầu tiên năm 1878.